# Perth South (Ontario)
Perth South – gmina (ang. township) w Kanadzie, w prowincji Ontario, w hrabstwie Perth.
Powierzchnia Perth South to 394,44 km².
Według danych spisu powszechnego z roku 2001 Perth South liczy 4304 mieszkańców (10,91 os./km²).